# Єжи Луцький
Єжи Міхал Луцький (пол. Jerzy Michał Łucki; 24 вересня 1898, Дрогобич — ?) — польський спортсмен і офіцер, підполковник танкових військ.

## Біографія
Син ветеринара Юзефа Луцького та Казіміри, уродженої Деркач. У нього було троє братів: Ян (1895–1915), Стефан (1897–1920) та Владислав (1906).
Будучи солдатом Польських легіонів, він служив у 1-му та 6-му піхотних полках Польських легіонів. Після повернення до Польщі його було призначено до Польської армії. 3 травня 1922 року йому було присвоєно звання лейтенанта, старшинство набуло чинності 1 червня 1919 року, а також 37-й чин у піхотному офіцерському корпусі.
31 березня 1924 року його було підвищено до капітана, старшинство набуло чинності 1 липня 1923 року, а також 23-й чин у піхотному офіцерському корпусі. У 1926/27 роках він закінчив офіцерський курс у Центральній військовій школі гімнастики та спорту в Познані. У квітні 1928 року його перевели з 48-го піхотного полку Кресівських стрільців у Станіславові до 19-го піхотного полку у Львові. У липні того ж року його перевели до офіцерського складу піхоти з одночасним переведенням на службу до Кадетського корпусу №1 у Львові. У листопаді 1928 року його перевели до Командування корпусного округу № VI у Львові на посаду писаря в Окружному управлінні фізичного виховання та військової підготовки. У березні 1932 року його перевели з корпусного округу № III у Гродно до 36-го піхотного полку Академічного легіону у Варшаві. У червні 1933 року його перевели до 3-го стрілецького батальйону в Рембертуві. 27 червня 1935 року його було підвищено до майора зі старшинством, що діє з 1 січня 1935 року, та він посів перше місце в офіцерському корпусі піхоти. У жовтні того ж року він став першим заступником командира 6-го танкового батальйону у Львові.
У 1937 році його було переведено з офіцерського корпусу піхоти до офіцерського корпусу танкового корпусу. Того ж року він став організатором і командиром 12-готанкового батальйону в Луцьку. 2 вересня 1937 року він підписав перший щоденний наказ батальйону. З 1 по 3 вересня 1939 року він мобілізував 21-й легкий танковий батальйон і прийняв його командування. 18 вересня 1939 року в Кутах він перетнув кордон з Румунією на чолі батальйону. 4 жовтня 1939 року в Тирговіште він передав спорядження та зброю батальйону. Навесні 1945 року він прийняв командування 5-м танковим полком.

## Спортивна кар'єра
Він був різнобічним спортсменом, одним із провідних метальників команди «Погонь Львів». Він здобув бронзові медалі на чемпіонаті Польщі зі штовхання ядра у 1923 та 1927 роках, а також у метанні молота у 1923 році.
Його особисті рекорди:
- штовхання ядра – 12,40 метра, досягнуто 8 липня 1927 року у Варшаві;
- метання диска – 34,76 метра, досягнуто 7 липня 1923 року у Львові;
- метання молота – 19,63 метра, досягнуто 26 серпня 1923 року у Варшаві.

На Олімпійських іграх 1928 року він брав участь у змаганнях з бобслею серед п'яти осіб, посівши 16-те місце (його партнерами були Юзеф Броель-Платер, Єжи Бардзінський, Єжи Потуліцький, Антоній Бура).

## Нагороди
- Virtuti Militari, срібний хрест (№10 347)
- Хрест Заслуги
  - срібний (19 березня 1931)[1]
  - золотий (18 лютого 1939)[2]
- Хрест Незалежності (6 червня 1931)[3]